# Edward Castle, Baron Castle
Edward (Edwin) „Ted“ Cyril Castle, Baron Castle (* 5. Mai 1907; † 26. Dezember 1979 in Ibstone, Chiltern, Buckinghamshire) war ein britischer Journalist und Politiker der Labour Party, der unter anderem zwischen 1951 und 1952 Chefredakteur der fotojournalistischen Zeitschrift Picture Post war und 1974 als Life Peer aufgrund des Life Peerages Act 1958 Mitglied des House of Lords wurde. Castle, der zwischen 1975 und 1979 Mitglied des Europäischen Parlaments war, war Ehemann der bekannten Labour-Politikerin Barbara Castle, Baroness Castle of Blackburn, die unter anderem 34 Jahre lang Abgeordnete des House of Commons sowie mehrmals Ministerin war.

## Leben
Castle besuchte die Abingdon School sowie die Grammar School von Portsmouth und arbeitete nach Beendigung seiner schulischen Ausbildung als Journalist. 1932 wurde er Nachrichtenredakteur bei der Tageszeitung Manchester Evening News, ehe er 1943 als Nachtredakteur zur Tageszeitung Daily Mirror wechselte.
In dieser Zeit lernte er die junge Labour-Politikerin Barbara Anne Betts kennen, die er im Juli 1944 heiratete. Barbara Castle war später 34 Jahre lang Abgeordnete des House of Commons, eine der einflussreichsten Minister in den Regierungen von Premierminister Harold Wilson und später als Barbara Castle, Baroness Castle of Blackburn selbst Mitglied des House of Lords.
1944 wurde er stellvertretender Chefredakteur der fotojournalistischen Zeitschrift Picture Post, deren Chefredakteur und Herausgeber er als Nachfolger von Tom Hopkinson von 1951 bis 1952 war.
Mitte der 1960er Jahre begann Castle seine eigene politische Laufbahn, als er 1964 für die Labour Party zum Beigeordneten (Alderman) des Greater London Council gewählt wurde und diesem bis 1970 angehörte. Ferner war er Alderman des Rates des Borough of Islington.
Durch ein Letters Patent vom 18. Juni 1974 wurde er als Life Peer mit dem Titel Baron Castle, of Islington in Greater London, in den Adelsstand erhoben und gehörte dem House of Lords als Mitglied bis zu seinem Tod an.
Zugleich war er zwischen dem 3. Juli 1975 bis 1979 Mitglied des Europäischen Parlaments und gehörte damit zu den ersten Vertretern der Labour Party im Europäischen Parlament, nachdem die Partei ihre Gegnerschaft zum EG-Beitritt 1973 aufgegeben hatte und sich entschied, die ihr seit 1973 zustehenden Mandate einzunehmen.